# Pierrick Pédron
Pierrick Pédron (* 23. April 1969 in Saint-Brieuc) ist ein französischer Jazzmusiker (Altsaxophon).

## Leben und Wirken
Der Bretone Pédron lernte mit sechs Jahren Saxophon, studierte an der CIM im Schnelldurchgang und debütierte mit 16 Jahren als Jazzmusiker. 1996 gewann er beim Concours de La Défense mit der Gruppe „Artaud-Blanchet“ (Vincent Artaud, Boris Blanchet). Danach spielte er im Kollektiv „Nuits Blanches“ des Trompeters Alexandre Tassel und in Konzerten mit Alain Jean-Marie. Eine Album-Aufnahme mit Eric Hammes führte zu einem mehrmonatigen New York-Aufenthalt. 2001 wurde er von der Pariser Saxophon-Fabrik Selmer als Referenz-Musiker für das Altsaxophon ausgewählt. Er spielte im Duo mit dem Pianisten Michel Graillier und regelmäßig mit den Belmondo-Brüdern.
Sein Debütalbum Cherokee erschien 2000 (mit dem Pianisten Baptiste Trotignon, dem Bassisten Vincent Artaud und dem Schlagzeuger Franck Agulhon), in dem er seine Vorliebe für die Musik Charlie Parkers deutlich macht. 2004 erschien die Sextett-Aufnahme Classical Faces mit Artaud, Agulhon, Pierre de Bethmann, Malik Mezzadri und Thomas Savy. Im selben Jahr spielte er auf dem Festival von Marciac erstes Altsaxophon in der Band von Wynton Marsalis. 2006 erschien das von Steve Backer produzierte Album Deep in a Dream, aufgenommen in New York 2005 mit dem Pianisten Mulgrew Miller, dem Schlagzeuger Lewis Nash und dem französischen Bassisten Thomas Bramerie. Es erhielt den Prix Boris Vian. An seinem Album Cheerleaders (2011) waren Laurent Coq und Jean-François Durez beteiligt. Sein Album Kubic’s Monk (ACT) wurde 2013 mit dem Prix du Disque Français als bestes französisches Jazzalbum ausgezeichnet.
2007 erhielt er den Prix Django Reinhardt sowie den Prix du disque de l’année (Album des Jahres) von der französischen Académie du Jazz. Im Januar 2013 bekam er im Grand Foyer du Théâtre du Châtelet erneut den Prix du disque français, diesmal für das Jahr 2012 und das Album Kubic’s Monk (2012) überreicht; beteiligt waren Franck Agulhon (dr) und Thomas Bramerie (b) sowie der Produzent Vincent Artaud. 2021 erhielt er die Nominierung für Les Victoires du Jazz in der Kategorie Bester Künstler.

## Einzelbelege
1. ↑  L'Académie du Jazz couronne Émile Parisien, Pierrick Pédron et Brad Mehldau, francetv.fr vom 16. Januar 2013, abgerufen am 3. Februar 2013

| Personendaten    | Personendaten                  |
| ---------------- | ------------------------------ |
| NAME             | Pédron, Pierrick               |
| ALTERNATIVNAMEN  | Pedron, Pierrick               |
| KURZBESCHREIBUNG | französischer Jazz-Saxophonist |
| GEBURTSDATUM     | 23. April 1969                 |
| GEBURTSORT       | Saint-Brieuc                   |